# アドルフ・リープシャー
アドルフ・リープシャー（Adolf Liebscher、1857年3月11日 - 1919年6月11日）はチェコの画家である
。プラハの国民劇場の建設・装飾に関わった「国民劇場世代(Generace Národního divadla)」の芸術家の一人である。

## 経歴
プラハに生まれた。兄のカレル・リープシャー(Karel Liebscher: 1851-1906)も画家であり、後に壁画の制作で協力していくことになる。 プラハの高校で学んだ後、ウィーンの工芸学校（後のウィーン応用美術大学）でフェルディナント・ラウフベルガー(Ferdinand Laufberger: 1829-1881)に学んだ。1879年に建設が進んでいたプラハの国民劇場のホワーエ(ロビー)の装飾画を描く画家を決めるコンペティションに参加し、2位になって注目された。リープシャーのデザインはルネッテ部に採用された。その後イタリアで修行した後、プラハに戻り、1881年からプラハの工科大学（後のチェコ工科大学）で教えはじめた。1895年に准教授になり、1911年に教授になった。
プラハの音楽公会堂ルドルフィヌムやピーセクの市民ホール、プラハの地域の役所などの公共施設の装飾の仕事を依頼されて描き、雑誌 「Zlatá Praha(黄金のプラハ)」や画報「 Světozor(世界を見る)」のイラストの仕事もした。
1882年に結婚し、同名の息子(Adolf Liebscher ml.: 1887-1965)も画家になった 。

## 作品

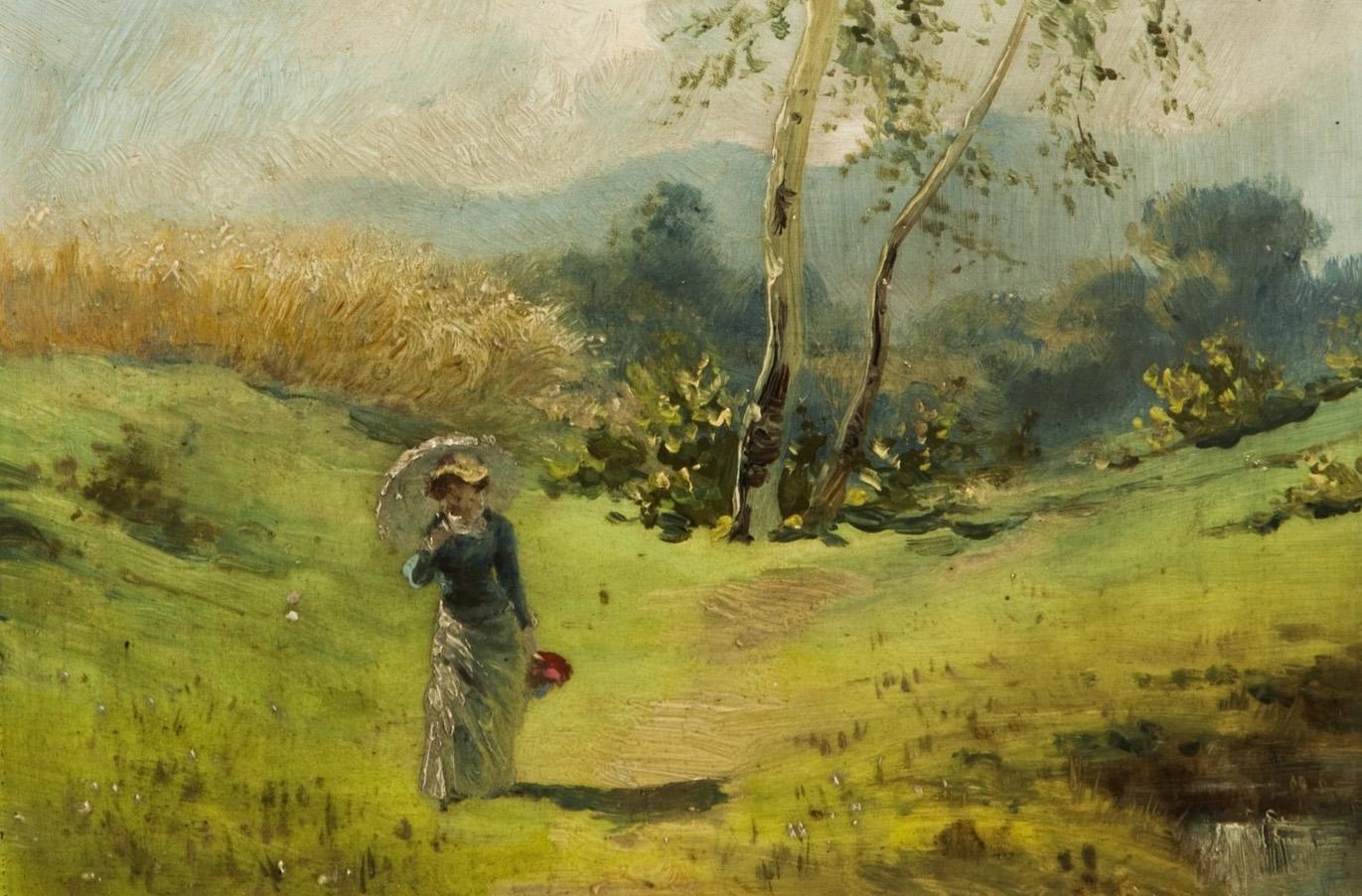
日傘をさす女性 (1884)
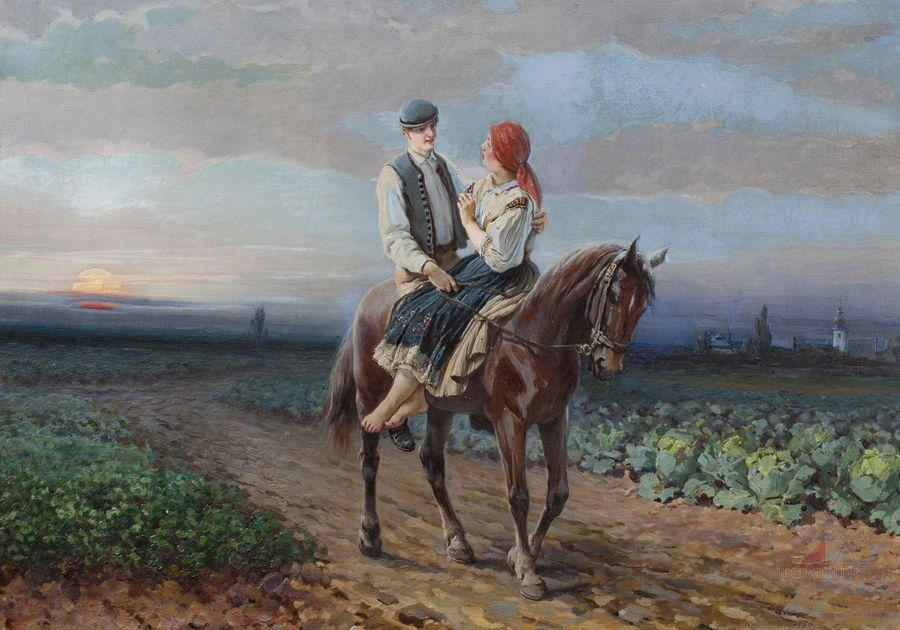
幸福
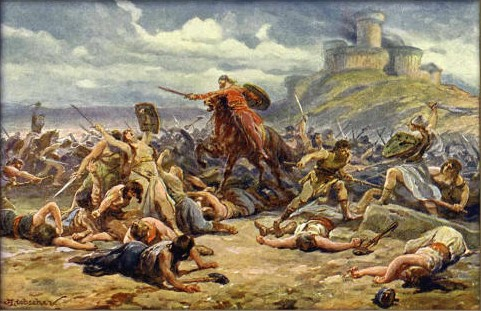
乙女戦争 -チェコの伝説から

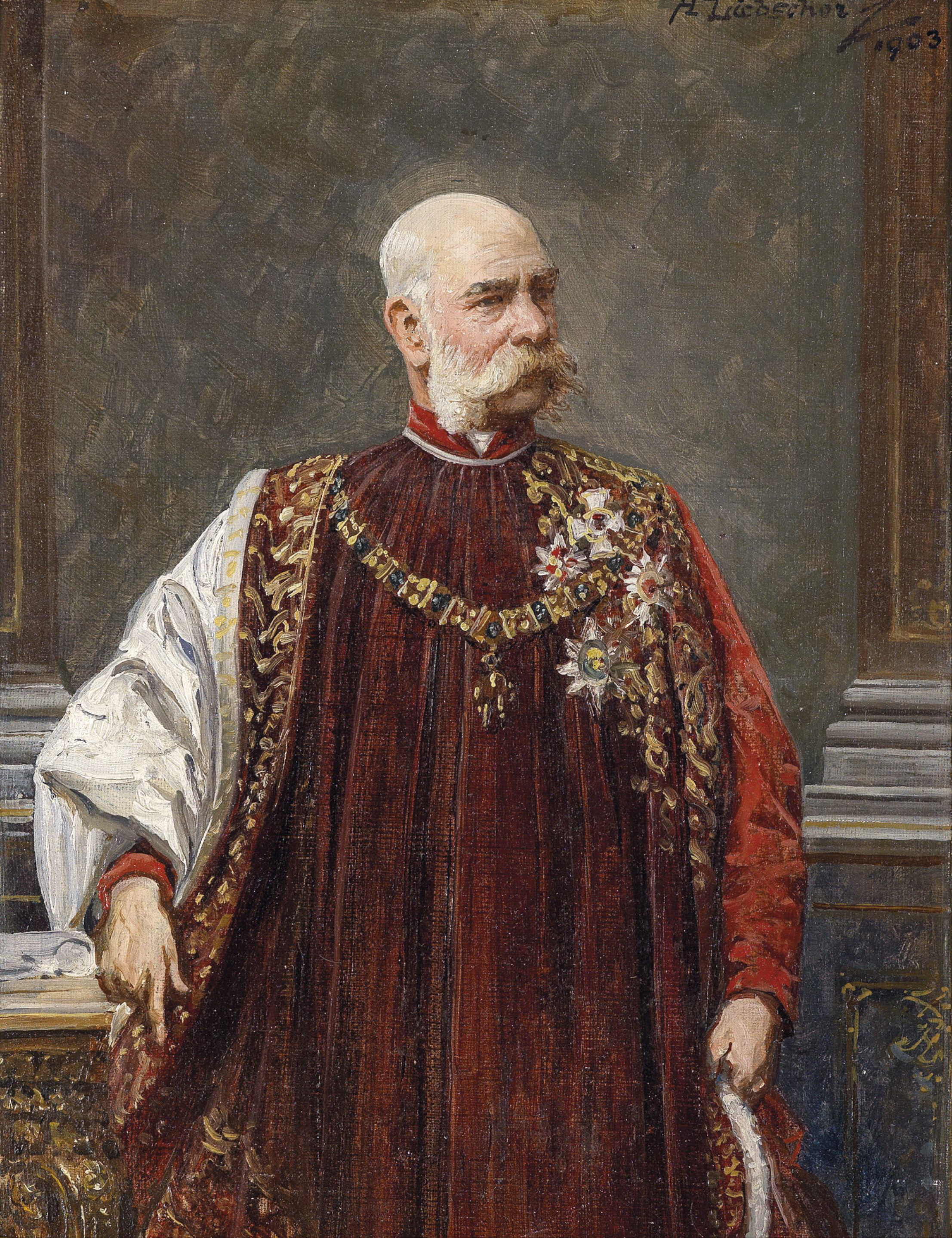
フランツ・ヨーゼフ1世 (1903)
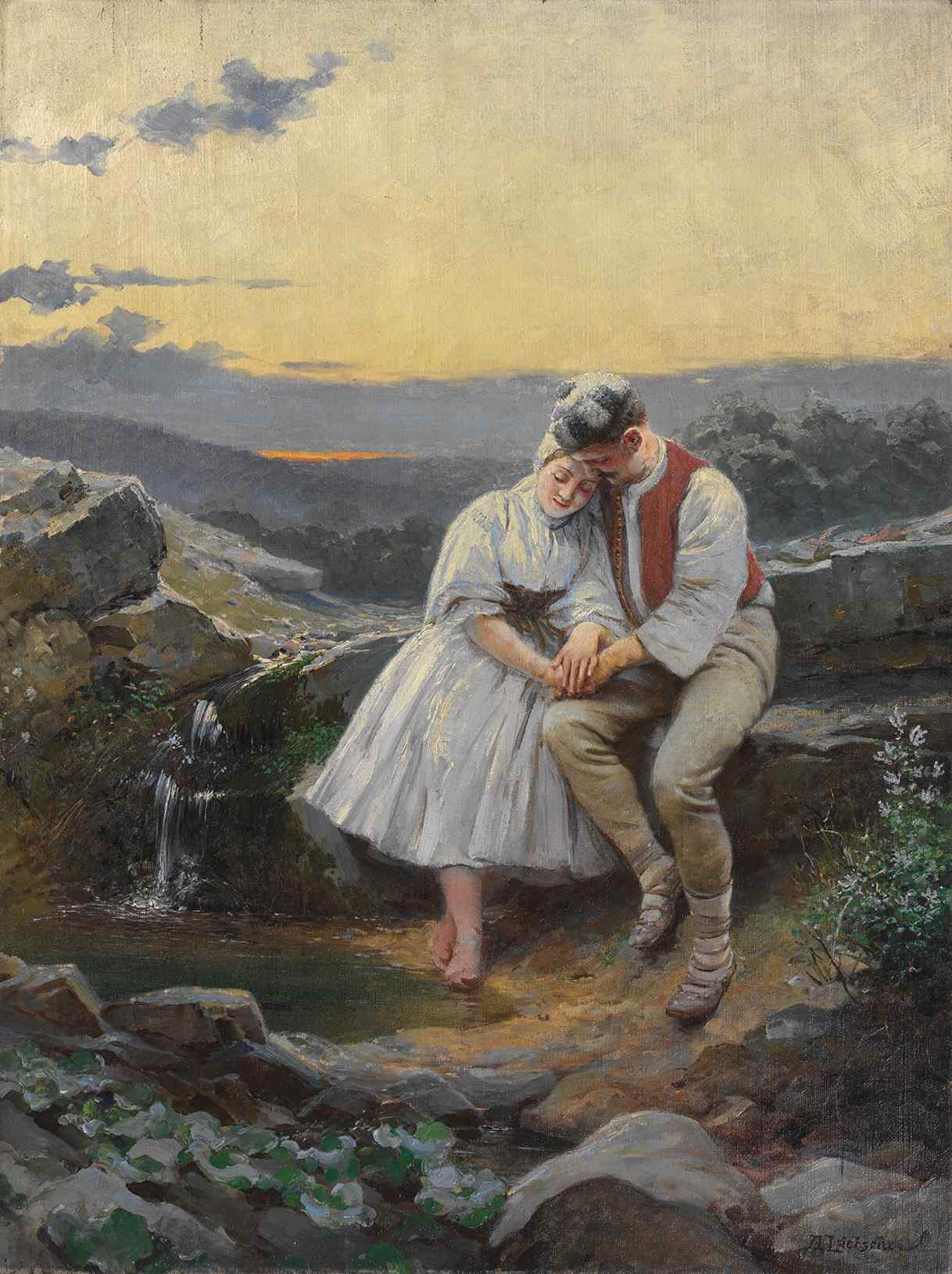
モンテネグロの牧歌
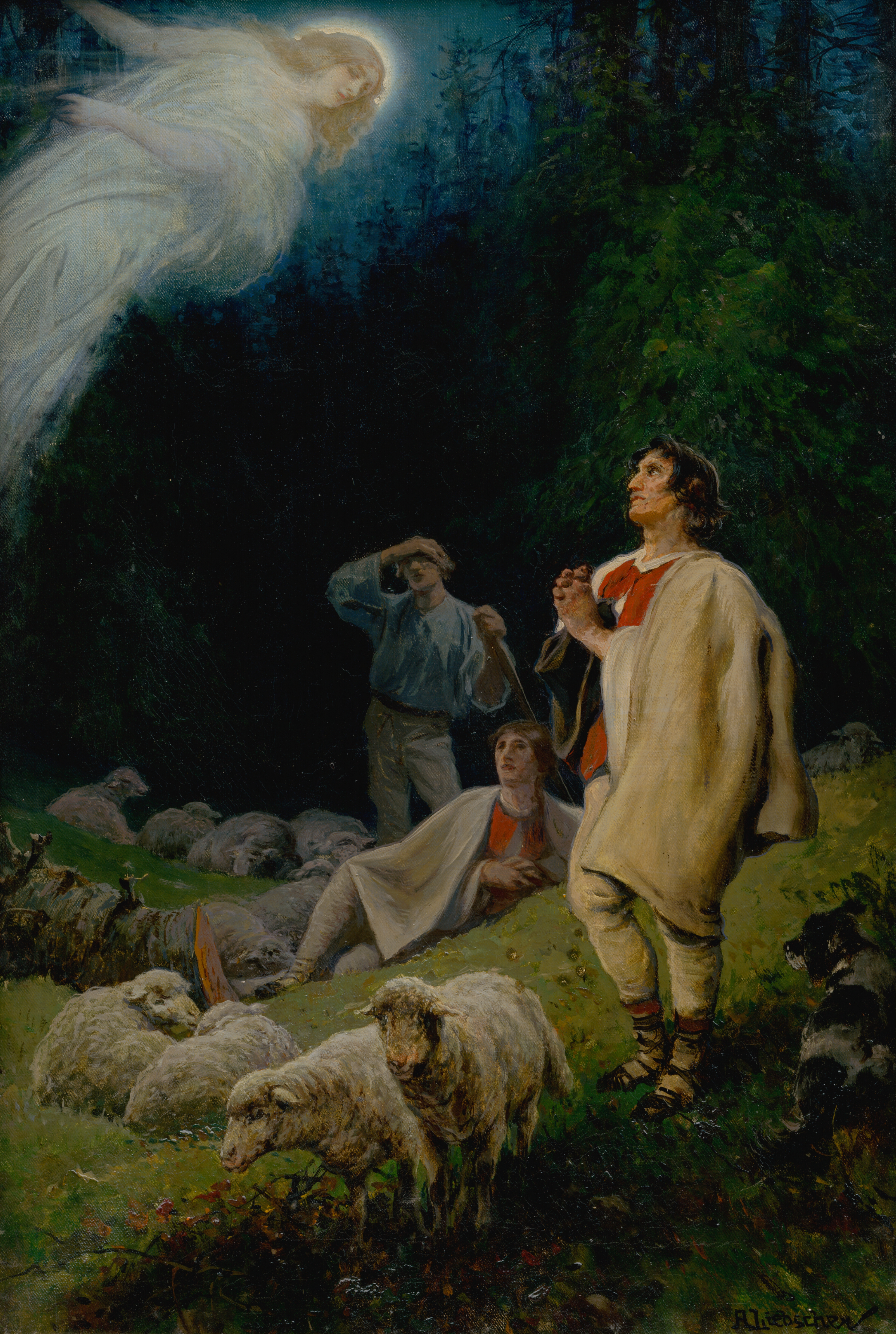
Pastierske zjavenie (1880)
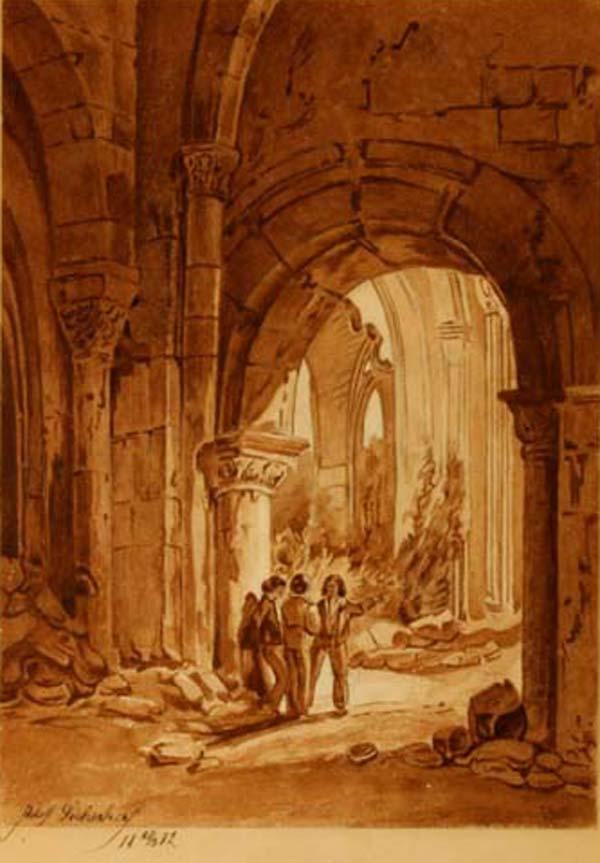
ukázka tvorby (1882)